# Microstylum leucacanthum
Microstylum leucacanthum là một loài ruồi trong họ Asilidae. Microstylum leucacanthum được Bezzi miêu tả năm 1908. Loài này phân bố ở vùng nhiệt đới châu Phi.